# Хайнрих фон Щаде
Хайнрих I фон Щаде „Плешливи“ (на немски: Heinrich I „der Kahle“ von Stade; † 11 май 976) от фамилията Удони, е граф на Щаде, Харзефелд, Хайлингау, Хости. Той е братовчед на император Ото I Велики. Дядо е на историка епископ Титмар Мерзебургски.

## Произход
Той е син на граф Лотар II фон Щаде († 5 септември 929 в битката при Ленцен на Елба) и съпругата му Сванхилда († 13 декември). Брат е на Зигфрид I († сл. 973), граф на Щаде (954 – 973), и на Титмар († 12 март 1001), абат на Корвей (983 – 1001).
Хайнрих фон Щаде умира на 11 май 976 г. и е погребан в манастир Хееринген.

## Фамилия
Първи брак: ок. 946 г. с Юдит фон Ветерау (* ок. 925; † 16 октомври 973) от род Конрадини, дъщеря на Удо I († декември 949), граф на Уфгау, Ветерау, херцог на Франкония, и съпругата му Кунигунда (Кунéгонда) от Вермандоа († сл. 943) (Каролинги). Тя е вероятно сестра на Конрад I, херцог на Швабия († 997). Те имат децата:
- Хайнрих II фон Щаде „Добрия“ (* ок. 947; † 2 октомври 1016), женен ок. 970 г. за Мехтилд от Швабия († 19 октомври)
- Лотар Удо I фон Щаде (* ок. 950, † 23 юни 994, убит в битка близо до Щаде), женен ок. 966 г. за дъщеря на Зигберт, граф в Лизгау
- Герберга фон Щаде (* ок. 950; † ок. 1000), омъжена ок. 975 г. за Дитрих I фон Кверфурт († сл. 1023). Техният син е Дитрих, епископ на Мюнстер (1011 – 1022)
- Хедвиг фон Щаде (* между 954 – 961; † сл. 18 юли 973), абатиса на Хеезлинген
- Кунигунда фон Щаде (* ок. 956; † 13 юли 997), омъжена ок. декември 972 г. за граф Зигфрид I фон Валбек „Стари“ († 15 март 991). Техният син е историкът Титмар Мерзебургски.
- Зигфрид II фон Щаде (* ок. 965; † 6 януари 1037 или 1 май 1037), женен за	Адела/Етела фон Алслебен († 1 май), дъщеря на граф Геро фон Алслебен и Адела. Техният син е Лотар Удо I, маркграф на Северната марка

Втори брак: през 974 г. с Хилдегарда фон Райнхаузен, дъщеря на граф Ели I фон Райнхаузен. Те имат една дъщеря:
- Хилдегард фон Щаде (* 974; † 3 октомври 1011), омъжена ок. 990 г. за херцог Бернард I Саксонски († 1011)